# درو هوتون
درو هوتون هو سياسي أسترالي، ولد في 1947.